# Вулиця Кам'янець-Подільська (Рівне)
Вулиця Кам'янець-Подільська — одна з вулиць міста Рівне, розташована між мікрорайонами Ювілейний та Боярка. Названа на честь українського міста Кам'янець-Подільський.
Вулиця Кам'янець-Подільська пролягає на північ від вулиці Павлюченка і впирається у відгалуження вулиці Олени Теліги.
На вулиці містяться лише приватні житлові будинки.